# ケインジアン
ケインジアン（英: Keynesian）とは、イギリスの経済学者ジョン・メイナード・ケインズの理論に基づく経済学理論（ケインズ経済学）を支持する者を指す。ケインズ学派ともいう。ケインズの一般理論の解釈により、第二次世界大戦後まもなく、アメリカンケインジアンとイギリスケンブリッジ大学のポストケインジアンの2つが生まれていった。大不況に悩む資本主義を修正しソビエト連邦の社会主義理論に対抗できる実践的な理論として、当時の若手経済学者を中心に広まった。

## アメリカンケインジアン
アメリカンケインジアンはケインズに影響を受けたジョン・ヒックス、ロイ・ハロッドの流れを汲みポール・サミュエルソン、ジェームズ・トービンなどが代表格である。一般均衡の枠組みにケインズの有効需要理論を移植したものであり、ヒックスのIS-LM分析が代表的なものである。経済政策では、政府による有効需要のファインチューニングを通じ、古典派の唱えた完全雇用と経済成長を実現可能（新古典派総合）と考えた。連立方程式からなる巨大な線型計量経済モデルが有効と信じられた。ケネディ政権のブレーンとしてアメリカの経済政策を左右しノーベル経済学賞受賞者を多数輩出した黄金時代があった。しかし、1970年代を通じ、アメリカにおける財政赤字、貿易赤字と慢性インフレ、失業の共存の経験を通じて理論的に破綻するとともに、マネタリストおよび合理的期待学派など新しい古典派の理論の復活を前に影響力を失っていった。

## ポストケインジアン
ケインズ自身の流れを汲みジョーン・ロビンソン、ミハウ・カレツキが代表格である。カレツキはケインズ・サーカスとは別個に同じ内容の理論を打ち立てたが、のちにイギリスに渡りケインズ・サーカスと親密に交流している。
価格メカニズムに代わるケインズの貯蓄＝投資の均衡過程の分析を基本として、新古典派に代替する理論の構築を目指した。
元々はケインジアンの主流であったが、価格メカニズムにおける均衡を数理的に精密化したアメリカンケインジアンが台頭していくにつれ、政治的に敗れたため傍流と化した。一般理論の長期化としての経済成長理論、ミクロ理論ではマークアップ原理やカレツキの設備投資理論の拡張、パシネッティの経済成長理論など一定の成果を挙げた。その反面、インフレ対策として所得政策を支持する。しかしポストケインジアニズムの基礎は不均衡動学にあるため数理的な精緻化が非常に難しく、これが政治的に不利な点となっている（しかしケインズは一般理論の第21章Ⅲで、経済学のあり方としてポストケインジアン的なアプローチを推奨している）。ただし、ここ 20年来の金融恐慌の再来でポストケインジアンの金融理論の評価が高まっている。

## 1980年代以降の流れ
米国のレーガン政権下で経済政策に多大な影響を与えた合理的期待理論の現実経済での破綻を通じ、新たにケインズを見直す動きが起きることにもなった。スティグリッツらは市場における情報の不完全性を「情報の非対称性」ととらえ、経営者のモラル・ハザードが金融市場を通じ経済に深刻なバブルを生じさせることを明らかにした。また、ケインズが株式市場で唱えた「美人投票理論」を再評価し、心理学的分析から市場でのバブル発生を明らかにする理論も出てきた。

## 現代のケインジアン

### アメリカの流れ
アメリカンケインジアンの流れを汲みリアルビジネスサイクル理論に基礎を持ちつつも価格粘着などケインズ的な要素をいれモデルを組むニューケインジアンの台頭がある、代表格にはグレゴリー・マンキューなどがいて現代ではアメリカにおいていわゆる「主流派経済学」と呼ばれるものの一部を構成している。また、そもそもアメリカンケインジアンの元祖であるヒックス、クライン、ハロッドのIS-LM分析は、ケインズの「一般理論」を新古典派経済学の一般均衡理論の古い枠組みに押し込め、賃金などの固定価格という特殊ケースにすぎない理論に貶めたものであったとする考えがある。この考えではアメリカンケインジアン（一般にケインジアンと呼ばれる）の経済学はもはやケインズの経済学ではなく、新古典派経済学の一部であるとされる。ケインジアン経済学（Keynesianism）とケインズ経済学（The economics of Keynes）の相違を指摘したアクセル・レイヨンフーブッドによる論文（1968）が有名であるが、日本でも1940年代からすでにこの区別は指摘されていたのである。

### ポストケインジアンの流れ
いっぽう、アメリカンケインジアンに特徴づけられる新古典派経済学の理論すなわち新古典派総合（すなわち「主流派経済学」）の前提に疑問を持ち、現実の企業行動、市場での心理、金融市場の構造を理論化し現実の経済の不均衡のメカニズムに迫ろうとする、ポストケインジアンの流れを汲む現代のケインジアンとされる人々もヨーロッパを中心に存在している。ただし日本とアメリカではこの流れは学会の主流派から外れており、研究は地方大学などで細々と続けられているのみである。

## 関連事項
- ジョン・メイナード・ケインズ
- 雇用・利子および貨幣の一般理論
- ケインズ経済学
- ケインズサーカス
- ニュー・ケインジアン
- ポストケインジアン
- 軍事ケインズ主義
- ハーヴェイロードの前提
- 社会自由主義
- 社会民主主義